# Howard Hawks
Howard Winchester Hawks (Goshen (Indiana), 30 mei 1896 – Palm Springs, 26 december 1977) was een Amerikaans filmregisseur, -producent en scenarioschrijver. Hij was een veelzijdig regisseur, die films maakte in verscheidene genres, waaronder komedies, westerns, gangsterfilms, musicals en zelfs sciencefictionfilms. Veel van deze films groeiden later uit tot klassiekers.
De meeste van zijn films bevatten een energieke, vaak gedeeltelijk overlappende dialoog. Ook staat hij bekend om de nuchtere "no-nonsense" manier waarop hij aankeek naar films. Een goede film bevat volgens hem "drie goede scènes, geen slechte". Voor veel van zijn films schreef hij zelf het scenario, maar hij wist zich ook te omringen met een aantal van de grootste scenarioschrijvers van zijn tijd, waaronder William Faulkner en Ben Hecht. Een belangrijk thema in zijn films is samenwerken en vriendschap onder mannen.
Alhoewel Hawks tegenwoordig wordt beschouwd als een van de belangrijkste regisseurs van zijn tijd, werd hij lange tijd genegeerd door de critici. Zo is hij in zijn hele leven maar één keer genomineerd geweest voor een Oscar voor beste Regisseur (voor Sergeant York) en hebben zijn films nooit een Oscar voor Beste Film gewonnen. Waardering voor zijn werk kwam pas in de jaren vijftig, dankzij de critici van het toonaangevende Franse filmtijdschrift Cahiers du Cinéma, die Hawks uitriepen tot een van de grootste regisseurs van Hollywood. Pas later kwam de waardering ook uit Engelstalige landen. Uiteindelijk kreeg hij in 1975 erkenning van Hollywood met een ere-Oscar voor zijn bijdragen aan de film.

## Biografie
Op jonge leeftijd verhuisde hij met zijn familie van Indiana naar Zuid-Californië. Hij studeerde af aan de Cornell-universiteit in werktuigbouwkunde. In de jaren tien, de begintijd van Hollywood had hij een zomerbaantje bij Famous Players-Laskey, waar hij voor het eerst in aanraking kwam met het maken van films. Tijdens de Eerste Wereldoorlog diende hij in het United States Army Air Corps. Na de oorlog ging hij weer werken bij de film. In het begin werkte hij vaak samen met zijn broer, Kenneth Hawks, tot deze stierf in een vliegtuigongeluk. In 1922 huurde Paramount hem in als scenarioschrijver, waar hij de verhaallijnen schreef voor ongeveer zestig films. Fox gaf hem de kans te regisseren en in 1926 maakte Hawks zijn regiedebuut.
Met de komst van de geluidsfilm wist Hawks zich te ontwikkelen tot een bekende naam. De vliegtuigfilm The Dawn Patrol uit 1930, zijn eerste geluidsfilm, vormde zijn doorbraak naar het grote publiek. Zijn naam was gevestigd met Scarface uit 1932, een film die vrij was gebaseerd op het leven van Al Capone. Howard Hughes, die de film produceerde, gaf Hawks de volledige vrijheid, waardoor Hawks de kans kreeg een zeer persoonlijke film te maken. Het resultaat, een mix van humor en geweld, is later vaak geïmiteerd door andere regisseurs en was van grote invloed op de ontwikkeling van de gangsterfilm.
In 1938 maakte hij Bringing Up Baby, een van de eerste en belangrijkste screwball comedies, met Cary Grant en Katharine Hepburn in de hoofdrollen. Veel van zijn komedies werden opgebouwd rond hetzelfde principe als deze film: een duo, bestaande uit een bijdehante dame en een eveneens betweterige man, die elkaar te lijf gaan met spitsvondige en snelle dialogen. De man delft hierbij dikwijls het onderspit, terwijl de vrouw de sterkere en dominante van de twee is. Andere, vergelijkbare duo's uit films van Hawks zijn onder andere Grant en Rosalind Russell in His Girl Friday en Carole Lombard en John Barrymore in Twentieth Century.
In 1939 kwam Only Angels Have Wings uit, een meer macho avonturenfilm met eveneens Cary Grant in de hoofdrol (Grant speelde mee in vijf films van Hawks) en een destijds nog onbekende Rita Hayworth in een bijrol. Vrouwen spelen in de actie- en avonturenfilms van Hawks nauwelijks een rol en de man is meestal de held van het verhaal (in tegenstelling tot in zijn komedies).

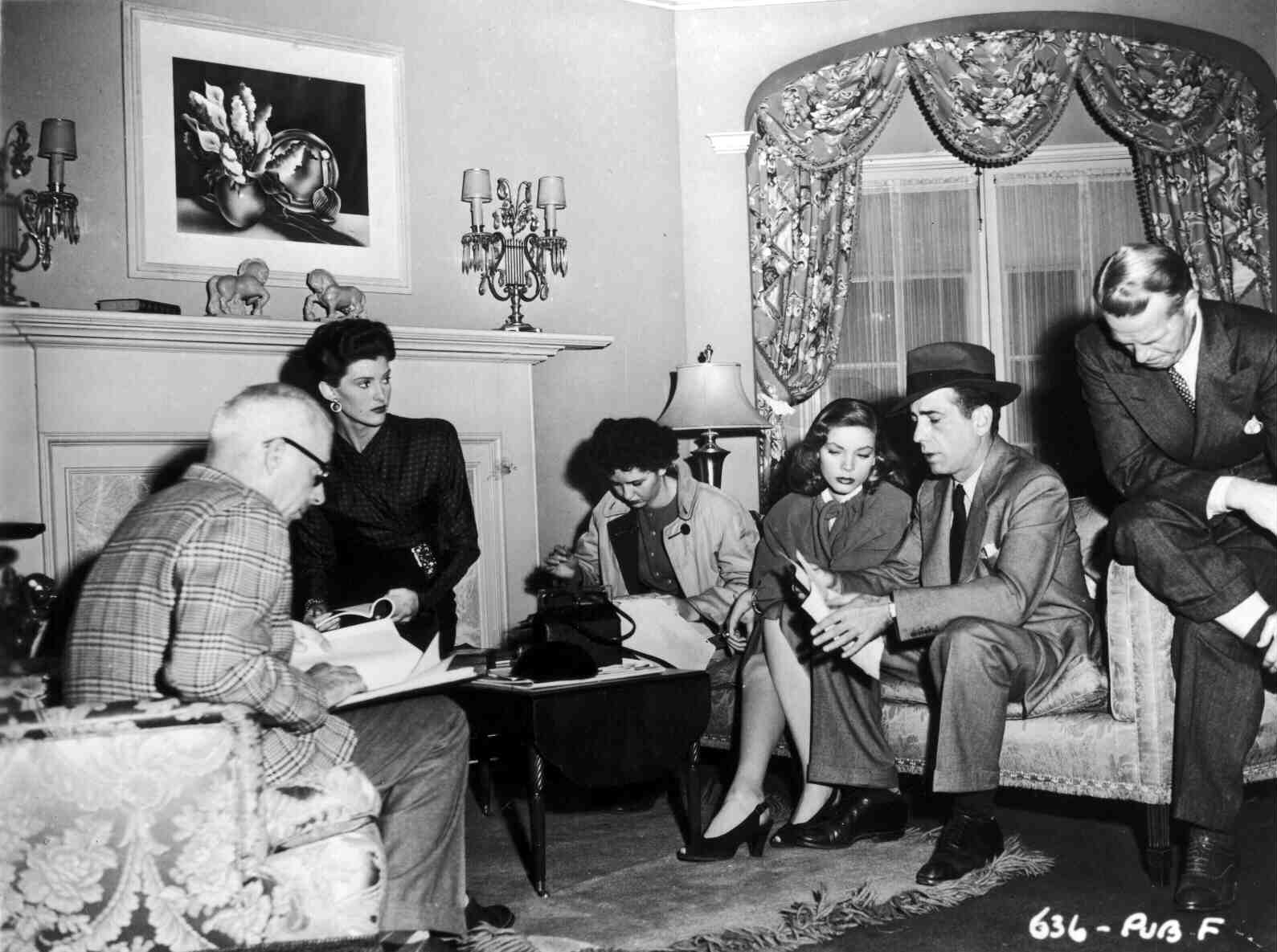
Howard Hawks (links) op de set van The Big Sleep. Tegenover hem op de bank zitten Lauren Bacall en Humphrey Bogart.

In 1944 gaf hij de beginnende actrice Lauren Bacall de hoofdrol in de romantische oorlogsfilm To Have and Have Not. Het betekende haar doorbraak en de ontmoeting met haar latere echtgenoot, haar tegenspeler Humphrey Bogart. Hawks gebruikte het duo weer in de film noir The Big Sleep uit 1946, naar een detectiveroman van Raymond Chandler.
In 1948 maakte hij de western Red River, met John Wayne en Montgomery Clift in de hoofdrollen. Na deze film groeide John Wayne uit van een bekend acteur tot een superster: het was de eerste in een lange reeks succesvolle films met hem in de hoofdrol. Tien jaar later, in 1958, maakten Hawks en Wayne nog een western, Rio Bravo, die zo populair bleek, dat de twee in 1967 een nieuwe versie van de film uitbrachten, El Dorado en in 1970 nog één, Rio Lobo.
Begin jaren vijftig maakte hij drie films met Marilyn Monroe, waarvan Gentlemen Prefer Blondes, haar eerste grote hoofdrol en haar grote doorbraak was.
Vanaf de jaren vijftig is hij minder films gaan maken. In 1975 kreeg hij een ere-Oscar voor zijn hele oeuvre, uitgereikt door John Wayne. In 1977 overleed Hawks, op 81-jarige leeftijd.
Hawks is driemaal getrouwd geweest, met Athole Shearer (zus van actrice Norma Shearer) van 1928 tot 1940, met Nancy Gross van 1941 tot 1949 en met Dee Hartford van 1953 tot 1959.

## Filmografie
- 1926: The Road to Glory
- 1926: Fig Leaves
- 1927: The Cradle Snatchers
- 1927: Paid to Love
- 1928: A Girl in Every Port
- 1828: Fazil
- 1928: The Air Circus
- 1929: Trent's Last Case
- 1930: The Dawn Patrol
- 1931: The Criminal Code
- 1932: Scarface
- 1932: The Crowd Roars
- 1932: Tiger Shark
- 1933: Today We Live
- 1933: The Prizefighter and the Lady
- 1934: Viva Villa!
- 1934: Twentieth Century
- 1935: Barbary Coast
- 1935: Ceiling Zero
- 1936: The Road to Glory
- 1936: Come and Get It
- 1938: Bringing Up Baby
- 1939: Only Angels Have Wings
- 1940: His Girl Friday
- 1941: Sergeant York
- 1941: Ball of Fire
- 1943: Air Force
- 1943: The Outlaw (niet in aftiteling)
- 1944: To Have and Have Not
- 1946: The Big Sleep
- 1948: Red River
- 1948: A Song Is Born
- 1949: I Was a Male War Bride
- 1951: The Thing from Another World (niet in aftiteling)
- 1952: The Big Sky
- 1952: O. Henry's Full House
- 1952: Monkey Business
- 1953: Gentlemen Prefer Blondes
- 1955: Land of the Pharaohs
- 1959: Rio Bravo
- 1962: Hatari!
- 1964: Man's Favorite Sport?
- 1965: Red Line 7000
- 1966: El Dorado
- 1970: Rio Lobo